# 王业 (三国)
王业（？—？），字长绪，山阳郡高平县（今山东省济宁市微山县西北）人，曹魏大臣。
王业的父亲王凯是文学家王粲的族兄，外祖父是荆州牧刘表。王粲曾获蔡邕的书，王粲死后，其子卷入魏讽谋反被处刑，王业继承了王粲的爵位，得到了蔡邕的藏书。
王业官至谒者仆射。有子王宏与王弼。王宏字正宗，官至司隸校尉。王弼字辅嗣，官至尚书郎，是三国著名学者。